# حوزه انتخابیه اول نیویورک
حوزه انتخابیه اول نیویورک یک حوزه انتخابیه مجلس نمایندگان آمریکا است که در ایالت نیویورک قرار دارد.